# Larrau
Larrau, en francés (Larraine en euskera), es una localidad y comuna francesa situada en el departamento de Pirineos Atlánticos, en la región de Aquitania y en el territorio histórico vascofrancés de Sola.
La comuna es atravesada por el río Gave de Larrau, afluente del Saison. Geográficamente, en Larrau tiene lugar la intersección entre el paralelo norte 43 y el meridiano 1 al oeste de Greenwich, según el Degree Confluence Project. El sur de la comuna tiene frontera con España.
Es la localidad natal de Clémence Richard (1830-1915), segunda esposa del príncipe Luis Lucien Bonaparte, filólogo y político francés del siglo XIX que estudió los diferentes dialectos del euskera.

## Demografía
| Gráfica de evolución demográfica de Larrau entre 1800 y 2012 |
|                                                              |

Fuentes: Ldh/EHESS/Cassini e INSEE.